# Avgofeta
Avgofeta es la versión griega de una simple torrija. Se prepara con rebanadas finas de pan en huevos batidos y luego se fríen en aceite o mantequilla. A veces se agrega leche o crema a la mezcla de huevo. El azúcar se rocía en las rebanadas cocidas y en algunas regiones las personas le agregan canela. El pan blanco se utiliza aunque en algunas áreas el pan de pasas puede ser utilizado también.